# 網走湖

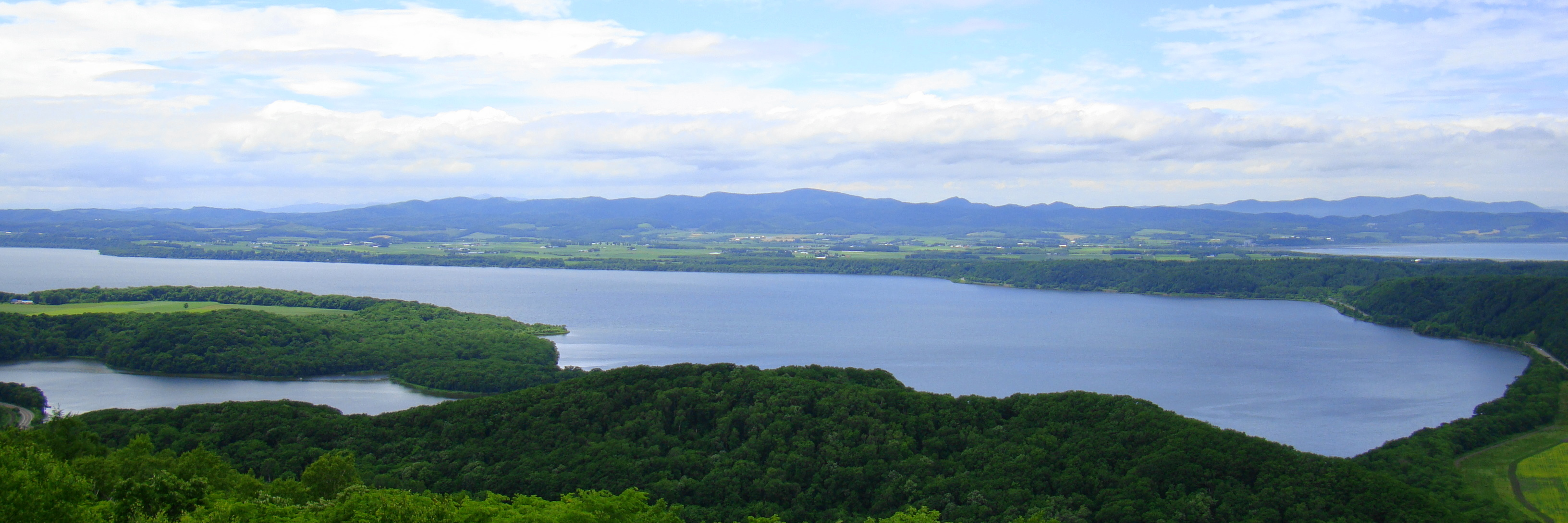
從天都山眺望網走湖。中央左側陸地為呼人半島 中央右後方是能取湖

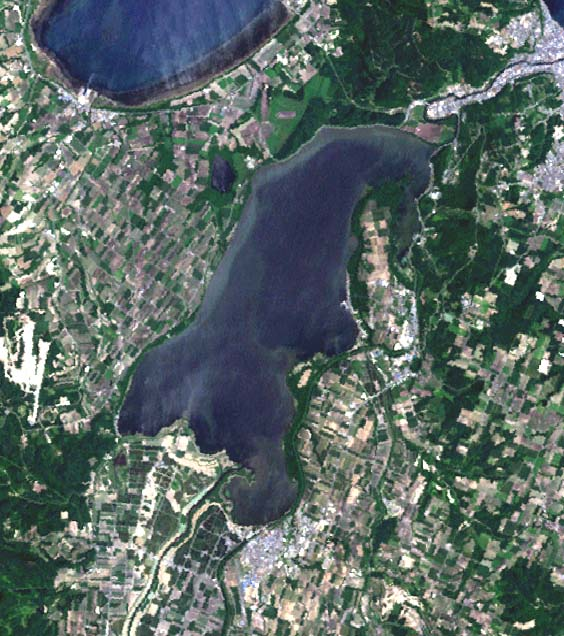
衛星空拍圖

網走湖（日语：／ abasiri-ko），是一個橫跨日本北海道網走市及網走郡大空町的湖泊。是網走国定公園的一部分。在約6,000年前，網走湖曾是鄂霍次克海的海灣。隨著海面後退和地盤上升，約在1200年前時，網走湖由海灣變為湖泊。

## 地理
位於北海道的東北部。網走川由湖的南方流入，匯集了女滿別川等河流之後，再由湖的東北部流出，流入鄂霍次克海。東岸的半島稱為呼人半島（よびとはんとう）。
湖面的高度與海水同高，因此滿潮時海水會由下游逆流進入，所以在湖底聚集了鹽度較高的水，形成了無氧層。但是在降水量較多的時期，因為湖面較高，抑制了海水的流入，因此湖水的鹽分濃度較低，無氧層也會變得較深。
大正時期此地年降水量比現在還多100mm左右，使得網走湖幾乎維持為淡水湖的狀態。相反地，降水量較少的年份讓無氧層上升，讓西太公魚等魚類往湖面聚集，提升了漁獲量。
- 流入河川：網走川、女滿別川、トマップ川、サラカオーマキキン川
- 流出河川：網走川

## 利用
網走湖划船場有日本划船協會網走湖公認的1000米賽程，每到夏天，日本全國的競艇選手會聚集到此處進行練習。
冬季湖面會結冰，釣客在此處垂釣西太公魚。網走湖的養殖漁業發達，除了1982年從藻琴湖引進的大和蜆、鯉魚、西太公魚的養殖之外，還進行鮭魚、鱒魚的幼魚培養。銀魚也是本地漁獲之一。

## 生態
周圍的濕地有日本榿木和水芭蕉群落生長，特別是在大空町一帶的湖岸的「女滿別濕性植物群落」，被指定為國家的天然紀念物。
周邊森林是蒼鷺築巢地。網走川流出部分東側是天都山（207公尺），可一覽網走湖、鄂霍次克海及能取湖。

## 觀光
- 水芭蕉等濕生植物群落（4 - 5月）
- 網走湖划船場（はまなす国体ボート会場）
- 網走湖划船場露營場
- 女滿別湖畔露營場
- 女滿別湖畔「龍舟競技」「花火大會」（7月）
- 採蜆（女滿別湖畔/夏季）
- 釣西太公魚（冬季結冰期間）
- 發現北方新大陸！暖洋洋的網走（冬季結冰期間）

## 湖畔設施
- 湖畔溫泉
  - 網走湖畔溫泉（日语：網走湖畔温泉）
  - 女滿別溫泉
- 網走運動訓練場（日语：網走スポーツ・トレーニングフィールド）
- 鄂霍次克花栗鼠公園
- 夕陽之家
- 博物館網走監獄

## 交通
湖的東岸有國道39號與JR石北本線、北岸有國道238號、西岸有北海道道104號網走端野線通過。女滿別湖畔等女滿別地區的最近車站是女滿別站，划船場等網走地區的最近車站是呼人站，另有網走巴士行駛於國道39號及國道238號。

## 外部連結
- 網走開發建設部・網走湖 （页面存档备份，存于）